# Ermita de Sant Josep del Censal (Castelló de la Plana)
L'Ermita de Sant Josép del Censal, situada en la partida de Censal, en el Caminàs, a Castelló de la Plana, a la comarca de la Plana Alta, també coneguda com a Ermita de Sant Josep de l'Olivera, és un conjunt catalogat, de manera genèrica, com Bé de Rellevància Local, segons la Disposició Addicional Cinquena de la Llei 5/2007, de 9 de febrer, de la Generalitat, de modificació de la Llei 4/1998, d'11 de juny, del Patrimoni Cultural Valencià (DOCV Núm. 5.449 / 13/02/2007), amb codi: 12.05.040-010.

## Història
El conegut com Caminàs, és un dels molts camins rurals que teixeixen la xarxa existent en l'horta de Castelló. És una via, d'una remota antiguitat, possiblement de l'època de dominació romana, que discorre paral·lela a la costa travessant el municipi de nord a sud, donant lloc a nombroses bifurcacions.
Al llarg del Caminàs, amb el discórrer del temps, i sobretot a partir de l'època medieval, van edificant-se alqueries que a poc a poc acaben transformades en poblats, com va ocórrer amb el conegut Fadrell, assentament que va arribar a tenir certa importància abans i després de la Reconquesta. De la mateixa manera, després de la reconquesta al llarg d'aquest camí, i als seus voltants sorgeixen, una sèrie d'ermites que eren la forma d'honrar als sants de la seva devoció i sol·licitar la seva protecció, per part dels agricultors de la zona.
Malgrat la seva senzillesa arquitectònica, les ermites del Caminàs, solen presentar una major complexitat d'elements i, amb freqüència, en ornamentació i objectes de culte, els quals aconsegueixen a vegades un inusitat valor, potser manifestació de la riquesa de la societat que es desenvolupava en aquestes riques i fèrtils terres.
Formen part d'aquestes ermites: Ermita de Sant Francesc de la Font, Ermita de Sant Isidre, Ermita de Sant Jaume de Fadrell, Ermita de Sant Josep del Censal, Ermita de Sant Roc de Canet, Ermita de la Font de la Salut, i relacionades amb totes ella caldria assenyalar la de la Magdalena i la Basílica del Lledó, ambdues d'una gran rellevància.
Es tracta d'una ermita de la qual es posseeix documentació del seu inici, l'any 1685 i de la seva benedicció, el dia 25 de juny de l'any 1689, acte en el qual va participar el bisbe Andrés Caperó.

## Descripció
Es tracta d'un conjunt format per l'ermita, la casa de l'ermità i una petita zona arbrasda amb pou propi. És d'estil popular urbà, de fàbrica de maçoneria emblanquinada, casa de l'ermità a l'esquerra i a la dreta sòlids contraforts. Presenta planta rectangular d'una sola nau i dues crugies, que es divideixen mitjançant pilastres que s'adossen als murs laterals. Tots dos cossos es cobreixen amb volta d'aresta, que externament es remata amb un sostre a dues aigües, que s'estén a l'annex habitatge de l'ermità.
La façana principal es troba als peus de la planta, amb un porxo cobert per una teulada a un sol vessant i rematat amb teula àrab, que es recolza en un arc de mig punt. Remata la mateixa un campanar de paret que no presenta campana. La porta d'accés al temple és una senzilla portada en arc de mig punt amb dovelles, amb dues petites finestres a banda i banda i un pedrís corregut.
Interiorment és molt senzilla i com a decoració en el alatar major tan solament presenta una imatge de Sant Josep situada en una fornícula acompanyada en els laterals per pintures murals en dos medallons, una amb el naixement de Jesús i una altra amb la fugida a Egipte.
Inicialment el presbiteri presentava una decoració a força de ceràmica barroca que va ser robada, igual que la ceràmica que decorava la cuina de la casa de l'ermità que també forma part del conjunt.
Com habitualment no s'usa per al culte, va haver-hi un projecte per utilitzar-la com a ampliació del Museu Municipal d'Etnologia, que se situa en l'Ermita de Sant Jaime de Fadrell, però no va arribar a quallar.
Després de l'altar s'obre la sagristia que presenta dos cossos separats per un arc de mig punt rebaixat, i coberts per sengles voltes d'aresta.

## Festa
Les festes de l'ermita coincideixen amb la celebració de San José, sent l'Associació Provincial d'Empresaris de la Fusta i el Gremi de Fusters, aquest últim responsable de la restauració, conservació i manteniment de l'ermita des que l'any 1969 els va ser cedida; els que organitzen els festejos, en els quals se celebra, entre altres actes, un ofici en aquesta.